# Adstone
Adstone is een civil parish in het bestuurlijke gebied South Northamptonshire, in het Engelse graafschap Northamptonshire met 65 inwoners.
Adstone werd reeds vermeld in het Domesday Book van 1086. Indertijd telde men er 14,7 huishoudens. De belastingopbrengst bedroeg 3 geldum. 
De plaats heeft zeven vermeldingen op de Britse monumentenlijst. Daaronder bevindt zich een laatachttiende-eeuwse boerderij die gebouwd werd als volmolen.